# روبرت إيفنسن
روبرت إيفنسن هو لاعب كرة قدم نرويجي، ولد في 28 أغسطس 1982. لعب مع Moss FK ‏.

## وصلات خارجية
- روبرت إيفنسن على موقع اتحاد النرويج (النرويجية)